# Powiat prużański
Powiat prużański – jednostka administracyjna z centrum w Prużanie, istniejąca w XIX i 1. połowie XX wieku, wchodząca w skład szeregu organizmów państwowych. Do I wojny światowej w guberni grodzieńskiej Imperium Rosyjskiego (zob. powiat prużański (1795-1915)). W latach 1919–1920 pod polską administracją, w okręgu brzeskim Zarządu Cywilnego Ziem Wschodnich. W latach 1921–1939 (1945) w województwie poleskim II Rzeczypospolitej. W skład powiatu wchodziło 17 gmin wiejskich i 3 miasteczka. W dużym stopniu odpowiada mu terytorialnie dzisiejszy rejon prużański na Białorusi.
12 grudnia 1920 r. pod Zarządem Terenów Przyfrontowych i Etapowych z powiatu wyłączono gminy: Białowieża, Masiewo i Suchopol do nowo utworzonego powiatu białowieskiego.

## Demografia
Według spisu ludności w grudniu 1919 roku powiat prużański okręgu brzeskiego ZCZW zamieszkiwały 67 343 osoby. Na jego terytorium znajdowały się 522 miejscowości, z których 3 miały 1–5 tys. mieszkańców i 1 miała powyżej 5 tys. mieszkańców. Była nią Prużana z 6173 mieszkańcami.
Według drugiego powszechnego spisu ludności z 1931 roku powiat liczył 108 583 mieszkańców, 16 311 było rzymskokatolickiego wyznania, 81 975 – prawosławnego wyznania, 17 – augsburskiego, 13 – reformowanego, 60 osób podało wyznanie ewangelickie bez bliższego określenia, 660 – inne chrześcijańskie, 9 463 – mojżeszowe, 16 – inne niechrześcijańskie, 15 osób nie podało przynależności konfesyjnej.

## Oświata
W powiecie prużańskim okręgu brzeskiego ZCZW w roku szkolnym 1919/1920 działało 37 szkół powszechnych. Ogółem uczyło się w nich 2509 dzieci i pracowało 63 nauczycieli.

## Gminy
- gmina Bajki (do 1926)[5]
- gmina Bereza Kartuzka (lub gmina Bereza Kartuzka) (do 1932)[6]
- gmina Czerniaków (do 1926)[5]
- gmina Dobuczyn (do 1926)[5]
- gmina Horodeczno (lub gmina Horodeczna)[7]
- gmina Kotra (do 1932)[8]
- gmina Linowo (do 1932)[9]
- gmina Maciejewicze (do 1926)[10]
- gmina Malecz
- gmina Matiasy (lub gmina Matjasy) (do 1925)[11]
- gmina Międzylesie (1926-32)[12]
- gmina Mikitycze (do 1926)[5]
- gmina Noski (do 1926)[5]
- gmina Prużana (od 1926)[13]
- gmina Rewiatycze (do 1932)[14]
- gmina Rudniki (siedziba: Chorewo, Rudniki)
- gmina Siechniewicze[15]
- gmina Sielec
- gmina Suchopol (od 1926)[16]
- gmina Szenie (do 1926)[5]
- gmina Szereszów[7]

## Miasta
- Prużana
- Bereza Kartuska (lub Bereza Kartuzka)
- Szereszów (do 1934)[17]

## Starostowie
- Jerzy Czarnocki (1920-)[18]
- Eugeniusz Noël (1922/1923-)[19]
- Czesław Zbierański (-1939)